# Bluesky
Bluesky (pisownia skrócona: bsky) – serwis społecznościowy udostępniający usługę mikroblogowania. Użytkownicy mogą umieszczać krótkie wpisy zawierające tekst, obrazy i filmy. Właścicielem serwisu jest Bluesky Social PBC, przedsiębiorstwo użyteczności publicznej zarejestrowane w Stanach Zjednoczonych.
Bluesky jest implementacją referencyjną protokołu AT, otwartego protokołu komunikacyjnego dla rozproszonych sieci społecznościowych. Dzięki oparciu nazw użytkowników w protokole AT na nazwach domenowych, identyfikatory nazw użytkowników zawierają również nazwę instancji serwera Bluesky, analogicznie jak ma to miejsce w projekcie Mastodon.
Prace nad Bluesky zostały rozpoczęte w 2019 roku, jako inicjatywa rozwojowa w ówczesnym Twitterze, po czym w 2021 inicjatywa została przeniesiona do niezależnego przedsiębiorstwa. Po przejęciu Twittera przez Elona Muska w 2022 roku, prace rozwojowe przyspieszyły, co przełożyło się na zerwanie współpracy pomiędzy Twitterem i Bluesky. Od 2021 roku CEO Bluesky jest Jay Graber.
Od lutego 2022 do maja 2024 Jack Dorsey zasiadał w radzie nadzorczej Bluesky. W wywiadzie w 2024 roku, swoje odejście argumentował głównie wprowadzeniem struktury korporacyjnej i scentralizowanych narzędzi moderacyjnych.
Na dzień 1 lutego 2025 w serwisie jest zarejestrowanych ponad 30 mln użytkowników.